# جزیره مردان ماهی‌نما
جزیره مردان ماهی‌نما (ایتالیایی: L'isola degli uomini pesce) یک فیلم اکشن ترسناک به کارگردانی سرجو مارتینو است که در سال ۱۹۷۹ منتشر شد.

## بازیگران
- باربارا باک
- کلاودیو کاسینلی
- ریچارد جانسون
- جوزف کاتن
- بریل کانینگهام